# Jim McManus
Jim McManus (Bristol, 19. svibnja 1940.) je britanski glumac koji je imao glavne uloge u mnogim TV serijama kao Tipping the Velvet i Lawless Heart. Za vrijeme 1970-ih nastupio je i u seriji Doktor Who. Također je imao nastup i u popularnoj sapunici Heartbeat. 
McManus će igrati ulogu Aberfortha Dumbledorea u petom filmu o mladom čarobnjaku Harryju Potteru - Harry Potter i Red feniksa. 

## Vanjske poveznice
- Jim McManus u internetskoj bazi filmova IMDb-u (engl.)